# Zeittafel Rote Armee Fraktion
Daten zur Geschichte der linksextremistischen Terrororganisation Rote Armee Fraktion (RAF)
| Datum                                  | Ort                                                          | Ereignis |
| -------------------------------------- | ------------------------------------------------------------ | --- |
| 2. April 1968                          | Frankfurt am Main                                            | Brandstiftung in zwei Frankfurter Kaufhäusern als Protest gegen den Vietnamkrieg. |
| 3. April 1968                          | Frankfurt am Main                                            | Die Täter der Kaufhaus-Brandstiftungen vom Vortag werden festgenommen. |
| 14. Oktober 1968                       | Frankfurt am Main                                            | Der Prozess um die Kaufhausbrandstifter beginnt. |
| 31. Oktober 1968                       | Frankfurt am Main                                            | Die Kaufhausbrandstifter werden zu drei Jahren Zuchthaus verurteilt. Nur Horst Söhnlein tritt später seine Strafe an. |
| 13. Juni 1969                          | Frankfurt am Main                                            | Die Haftbefehle aus den Kaufhausbrandstiftungen werden außer Vollzug gesetzt. Nachdem der Bundesgerichtshof (BGH) am 27. Oktober 1969 die Revision verwirft, fliehen Baader, Ensslin und Thorwald Proll, begleitet von Astrid Proll, nach Frankreich und später nach Italien. Thorwald Proll trennt sich in Paris von der Gruppe. |
| 5. Februar 1970                        | Wiesbaden                                                    | Das Gnadengesuch von Andreas Baader und Gudrun Ensslin wird vom hessischen Justizminister Karl Hemfler abgelehnt. |
| Anfang Februar 1970                    | West-Berlin, Kufsteiner Straße 12                            | Andreas Baader und Gudrun Ensslin kehren in die Stadt zurück und leben dort in der Illegalität bei Ulrike Meinhof. |
| 4. April 1970                          | West-Berlin                                                  | Verhaftung von Andreas Baader nach einem Hinweis von „S-Bahn-Peter“, dem V-Mann Peter Urbach. |
| 14. Mai 1970                           | West-Berlin                                                  | Baader-Befreiung: Andreas Baader wird mit Waffengewalt während einer Ausführung befreit. Zwei Verletzte. Dieser Tag gilt als Gründungsdatum der RAF. |
| 5. Juni 1970                           | West-Berlin                                                  | Die Journalistin Michèle Ray interviewt bei einem geheimen Treffen Ulrike Meinhof. Auszüge erscheinen in Der Spiegel Nr. 25, 15. Juni 1970. Am gleichen Tag erscheint in der Zeitschrift Agit 883 die Erklärung der RAF Die Rote Armee aufbauen. |
| 5. Juni bis 8. August 1970             | Jordanien                                                    | Militärische Ausbildung in einem Camp der Al Fatah. Kontaktmann zu Arafats Guerillatruppe war der palästinensische Student Said Dudin. |
| 29. September 1970                     | West-Berlin                                                  | „Dreierschlag“ – der gleichzeitige Überfall auf drei Banken, der Depositenkasse 4 der Berliner Bank AG sowie den Zweigstellen 22 und 92 der Sparkasse, erbeutet die RAF zusammen 217.000 DM. Eine vierte Bank hatte die RAF ausgespäht, überfiel sie aber aufgrund dort stattfindender Bauarbeiten nicht. |
| 8. Oktober 1970                        | West-Berlin, Knesebeckstraße 89                              | Verhaftung von Brigitte Asdonk, Monika Berberich, Irene Goergens, Horst Mahler und Ingrid Schubert. |
| 15. Januar 1971                        | Kassel, Georg-Stock-Platz und Akademiestraße                 | Gleichzeitiger Überfall auf zwei Banken, Beute 114.715 DM. |
| 10. Februar 1971                       | Frankfurt am Main, Bockenheimer Landstraße, Ecke Unterlindau | Manfred Grashof und Astrid Proll entkommen nach einem Schusswechsel mit der Polizei. Dies führt zu einer ersten großen bundesweiten Fahndungsaktion. |
| 1. März 1971 bis 21. Mai 1971          | West-Berlin-Moabit                                           | Prozess wegen der Baader-Befreiung gegen Irene Goergens, Horst Mahler und Ingrid Schubert im Kriminalgericht Moabit. Urteil wegen gemeinschaftlich versuchten Mordes und Gefangenenbefreiung: für Schubert sechs Jahre und Goergens vier Jahre, nach Jugendstrafrecht. Freispruch für Mahler wird vom BGH später aufgehoben und er wird wegen Bankraubs und der Baader-Befreiung zu zehn Jahren Freiheitsstrafe verurteilt. |
| April 1971                             |                                                              | Das erste Positionspapier der RAF Das Konzept Stadtguerilla erscheint als Untergrundschrift. In ihm bezeichnet sich die Gruppe erstmals als Rote Armee Fraktion und verwendet erstmals das Symbol des roten Sterns mit Maschinenpistole. |
| 6. Mai 1971                            | Hamburg, Uhlandstraße Ecke Lessingstraße                     | Verhaftung von Astrid Proll. |
| 15. Juli 1971                          | Hamburg, Reineckestraße                                      | Petra Schelm wird während einer Großfahndung im gesamten norddeutschen Raum bei einem Festnahmeversuch von der Polizei erschossen. Ihr Begleiter Werner Hoppe, nach dem noch nicht gesucht wurde, wird verhaftet. |
| 1971/1972                              | Heidelberg                                                   | Die Mitglieder des Sozialistischen Patientenkollektivs Klaus Jünschke, Margrit Schiller, Lutz Taufer, Bernhard Rössner, Hanna Krabbe, Siegfried Hausner, Elisabeth von Dyck, Ralf Friedrich, Sieglinde Hofmann und mutmaßlich Friederike Krabbe werden Mitglieder der RAF. |
| 1. September 1971                      | Wiesbaden                                                    | Horst Herold wird Präsident des Bundeskriminalamtes (BKA). |
| 22. Oktober 1971                       | Hamburg                                                      | Zivilfahnder Norbert Schmid wird bei einem Festnahmeversuch von einem RAF-Mitglied erschossen. |
| 4. Dezember 1971                       | West-Berlin-Schöneberg, Eisenacher Straße, Nähe Kleiststraße | Georg von Rauch wird von der Polizei erschossen. |
| 22. Dezember 1971                      | Kaiserslautern, Fackelstraße 29                              | Überfall auf die Bayerische Hypotheken- und Wechsel-Bank, der Polizist Herbert Schoner wird erschossen, Beute 133.986,82 DM. |
| 10. Januar 1972                        | Hamburg                                                      | Der Essay Soviel Liebe auf einmal von Heinrich Böll erscheint in dem Nachrichtenmagazin Der Spiegel unter dem Titel Will Ulrike Gnade oder freies Geleit?. |
| 27. Januar 1972                        | Bonn                                                         | Die Ständige Konferenz der Innenminister beschließt, ein gemeinsames, arbeitsteiliges, elektronisches Informations- und Auskunftssystem für die gesamte Polizei (INPOL) in der Bundesrepublik mit dem BKA als Zentralstelle zu errichten. |
| 1. März 1972                           | Herrenberg-Affstätt, Kuppinger Straße                        | Der unbeteiligte Lehrling Richard Epple wird irrtümlich von der Polizei erschossen. |
| 2. März 1972                           | Augsburg, Hoher Weg 1                                        | Thomas Weisbecker wird von der Polizei erschossen. |
| 2. März 1972                           | Hamburg, Heimhuder Straße 82                                 | RAF-Mitglied Manfred Grashof erschießt bei Festnahmeversuch Leiter der SOKO „Baader/Meinhof“ Hans Eckhardt, wird selbst schwer verletzt und zusammen mit Wolfgang Grundmann verhaftet. |
| April 1972                             |                                                              | Das Positionspapier der RAF Dem Volke dienen – Stadtguerilla und Klassenkampf erscheint als Untergrundschrift. |
| 11. Mai 1972                           | Frankfurt am Main                                            | Beginn der „Mai-Offensive“: Bombenanschlag auf das Hauptquartier des V. US-Corps durch das „Kommando Petra Schelm“ der RAF. Paul A. Bloomquist, US-Offizier, wird getötet, 13 Verletzte. |
| 12. Mai 1972                           | Augsburg, München                                            | Bombenanschläge auf eine Polizeidirektion und das LKA durch das RAF-„Kommando Thomas Weisbecker“, 17 Verletzte. |
| 15. Mai 1972                           | Karlsruhe, Klosestraße                                       | Autobombenanschlag auf den Bundesrichter Wolfgang Buddenberg durch das RAF-„Kommando Manfred Grashof“, seine Frau wird schwer verletzt. |
| 19. Mai 1972                           | Hamburg                                                      | Bombenanschlag auf das Verlagshaus der Axel Springer AG, RAF-„Kommando 2. Juni“, 17 Verletzte. |
| 24. Mai 1972                           | Heidelberg                                                   | Bombenanschlag auf das Europa-Hauptquartier der United States Army, RAF-„Kommando 15. Juli“ (15. Juli 1971, Todestag von Petra Schelm), die US-Soldaten Clyde R. Bonner, Charles L. Peck, Ronald A. Woodward werden getötet, fünf Verletzte. |
| 1. Juni 1972                           | Frankfurt am Main, Hofeckweg 2–4                             | Verhaftung von Andreas Baader, Holger Meins und Jan-Carl Raspe. |
| 7. Juni 1972                           | Hamburg, Jungfernstieg                                       | Gudrun Ensslin wird in der Boutique „Linette“ verhaftet. |
| 9. Juni 1972                           | West-Berlin                                                  | Verhaftung von Bernhard Braun und Brigitte Mohnhaupt. |
| 15. Juni 1972                          | Langenhagen                                                  | Verhaftung von Ulrike Meinhof und Gerhard Müller. |
| 25. Juni 1972                          | Stuttgart                                                    | Der unbeteiligte Ian McLeod, ein britischer Handelsvertreter, wird versehentlich von der Polizei bei einer Hausdurchsuchung durch die geschlossene Schlafzimmertür erschossen. |
| 9. Juli 1972                           | Offenbach am Main                                            | Verhaftung von Klaus Jünschke und Irmgard Möller. |
| 17. Januar bis 16. Februar 1973        | bundesweit                                                   | Erster kollektiver Hungerstreik inhaftierter RAF-Mitglieder. Forderung „Aufhebung der Isolation als Folter für die politischen Häftlinge in der BRD“, „Zulassung unabhängiger Ärzte und die Verlegung aus den Toten Trakten in den Normalvollzug“. |
| Ende April 1973                        |                                                              | In zehn Städten werden örtliche „Komitees gegen Folter an politischen Gefangenen in der BRD“ gegründet. |
| 8. Mai bis 29. Juni 1973               | bundesweit                                                   | Zweiter kollektiver Hungerstreik der inhaftierten RAF-Mitglieder. Forderung „Gleichstellung mit allen anderen Gefangenen“. |
| 29. Juni 1973                          | Bonn                                                         | Die 3. Fassung des BKA-Gesetzes tritt in Kraft. Das BKA wird u. a. zuständig für die Terrorismusbekämpfung (Neueinrichtung der Abteilungen TE und ST) und zur Zentralstelle im Polizeibereich für den elektronischen Datenverbund. |
| 4. Februar 1974                        | Hamburg, Frankfurt am Main                                   | Verhaftung von Eberhard Becker, Wolfgang Beer, Christa Eckes, Helmut Pohl, Margrit Schiller und Ilse Stachowiak. |
| 21. Mai 1974                           | Augsburg                                                     | Der unbeteiligte Taxifahrer Günter Jendrian wird im Rahmen einer Terroristenfahndung bei der Durchsuchung seiner Wohnung versehentlich von der Polizei erschossen. |
| 31. Mai 1974                           | Karlsruhe                                                    | Siegfried Buback wird Generalbundesanwalt am BGH. |
| 13. September 1974 bis 5. Februar 1975 | bundesweit                                                   | Dritter kollektiver Hungerstreik der inhaftierten RAF-Mitglieder. |
| 9. November 1974                       | Justizvollzugsanstalt Wittlich                               | Holger Meins stirbt an den Folgen des Hungerstreiks. |
| 27. Februar 1975                       | West-Berlin-Zehlendorf                                       | Peter Lorenz wird von der „Bewegung 2. Juni“ entführt. Forderung: Freilassung von Verena Becker, Rolf Heißler, Gabriele Kröcher-Tiedemann, Horst Mahler, Rolf Pohle, Ingrid Siepmann. Mahler lehnt seinen Austausch ab. Die anderen Gefangenen werden am 3. März 1975 in Begleitung von Heinrich Albertz nach Aden ausgeflogen, Lorenz am 4. März freigelassen. |
| 24. April 1975                         | Stockholm, Skarpögatan                                       | Geiselnahme von Stockholm, RAF-„Kommando Holger Meins“. Wirtschaftsattaché Heinz Hillegaart und der Militärattaché Andreas von Mirbach werden ermordet. Ulrich Wessel und Siegfried Hausner sterben an den Folgen einer Explosion. |
| 21. Mai 1975                           | Stuttgart – Stammheim                                        | Eröffnung des Stammheim-Prozesses vor dem Oberlandesgericht Stuttgart gegen Andreas Baader, Gudrun Ensslin, Ulrike Meinhof und Jan-Carl Raspe. |
| 16. Januar 1976                        | Bonn                                                         | Verabschiedung des 14. Strafrechtsänderungsgesetzes, damit Änderungen und Neueinfügungen in § 88a StGB (Verfassungsfeindliche Befürwortung von Straftaten) und § 130a StGB (Anleitung zu Straftaten), aber auch § 126 StGB (Störung des öffentlichen Friedens durch Androhung von Straftaten), § 140 StGB (Belohnung und Billigung von Straftaten), § 111 Abs. 2 StGB (Öffentliche Aufforderung zu Straftaten, die den Gemeinschaftsfrieden verletzen) und § 86,3 StGB (Sozialadäquanz-Klausel).                                                                                                 |
| 7. Mai 1976                            | Sprendlingen, Kreis Offenbach                                | Polizeimeister Fritz Sippel wird von einem bisher unbekannten RAF-Mitglied erschossen. |
| 9. Mai 1976                            | Justizvollzugsanstalt Stuttgart-Stammheim                    | Ulrike Meinhof erhängt sich in ihrer Zelle. |
| 18. August 1976                        | Bonn                                                         | Das Strafgesetzbuch (StGB) wird um den Paragraph § 129a „Mitgliedschaft in einer terroristischen Vereinigung“ erweitert. Das Gesetz wird von Kritikern als „Lex RAF“ bezeichnet, da es mit besonderem Bezug auf die Rote Armee Fraktion erlassen worden sei. |
| 30. November 1976                      | Bundesautobahn 5, km 444 bei Butzbach                        | Verhaftung von Siegfried Haag und Roland Mayer bei einer Verkehrskontrolle. Die „Haag/Mayer-Papiere“, u. a. mit Plänen zur Offensive 77, werden gefunden. |
| 25. Januar 1977                        | Stuttgart                                                    | Der Vorsitzende Richter im Stammheim-Prozess Theodor Prinzing wird nach einem Befangenheitsantrag der Verteidigung durch Eberhard Foth ersetzt. |
| 8. Februar 1977                        | Bühl                                                         | Brigitte Mohnhaupt wird aus der Haft entlassen und übernimmt die Führung der RAF. |
| 7. April 1977                          | Karlsruhe                                                    | Generalbundesanwalt Siegfried Buback, Wolfgang Göbel, Fahrer, Georg Wurster, Leiter der Fahrbereitschaft der Bundesanwaltschaft werden vom RAF-„Kommando Ulrike Meinhof“ erschossen. Es ist der Beginn der Anschlagserie „Offensive 77“ der RAF. |
| 25. April 1977                         | Göttingen                                                    | In der Zeitung des AStA der Universität Göttingen, den Göttinger Nachrichten, erscheint der Text Buback – ein Nachruf vom Göttinger Mescalero. |
| 28. April 1977                         | Stuttgart-Stammheim                                          | Das OLG Stuttgart verurteilt im Stammheim-Prozess Andreas Baader, Gudrun Ensslin und Jan-Carl Raspe wegen vier Morden und 34 versuchten Morden aus dem Jahr 1972 zu lebenslangen Haftstrafen. Die Verteidigung geht in Revision. |
| 3. Mai 1977                            | Singen                                                       | Verhaftung von Verena Becker und Günter Sonnenberg. Sonnenberg und ein Polizist werden schwer verletzt, Becker und ein weiterer Polizist angeschossen. |
| 1. Juli 1977                           | Frankfurt am Main                                            | Überfall auf ein Waffengeschäft. Beute: 15 Revolver und drei Pistolen. |
| 1. Juli 1977                           | Karlsruhe                                                    | Kurt Rebmann wird Generalbundesanwalt beim Bundesgerichtshof. |
| 30. Juli 1977                          | Oberursel (Taunus)                                           | Der Vorstandssprecher der Dresdner Bank, Jürgen Ponto, wird in seinem Haus von Christian Klar und Brigitte Mohnhaupt beim Versuch einer Entführung erschossen. |
| 25. August 1977                        | Karlsruhe                                                    | Ein Raketenwerfer-Anschlag auf das Gebäude der Bundesanwaltschaft scheitert, weil der Zünder nicht funktioniert. |
| 5. September 1977                      | Köln                                                         | Schleyer-Entführung: Arbeitgeberpräsident Hanns Martin Schleyer wird vom RAF-„Kommando Siegfried Hausner“ entführt und in eine rund 23 km entfernte konspirative Wohnung in Erftstadt Liblar (Zum Renngraben 8) gebracht. Schleyers Begleiter Heinz Marcisz, Reinhold Brändle, Helmut Ulmer und Roland Pieler werden erschossen. Die Entführer fordern die Freilassung von Andreas Baader, Verena Becker, Karl-Heinz Dellwo, Gudrun Ensslin, Werner Hoppe, Hanna Krabbe, Irmgard Möller, Jan-Carl Raspe, Bernhard Rössner, Ingrid Schubert und Günter Sonnenberg. Beginn des Deutschen Herbstes. |
| 6. September 1977                      | Bonn                                                         | Bundeskanzler Helmut Schmidt beruft einen „Großen Krisenstab“ ein, der beschließt, auf keinen Fall auf die Forderungen der Entführer einzugehen. Die einsetzende umfangreichste Fahndung in der Geschichte der Bundesrepublik wird zentral vom BKA koordiniert. Mit Berufung auf den rechtfertigenden Notstand (§ 34 StGB) werden mehr als 100 Häftlinge einer vollständigen Kontaktsperre unterworfen, um Informationen durch die Medien, die Kommunikation untereinander und Verteidigerbesuche zu verhindern.                                                                                 |
| 6. September 1977                      | Karlsruhe                                                    | Der Ermittlungsrichter am BGH Horst Kuhn entscheidet in einer einstweiligen Anordnung, dass Verteidigerbesuche und -post von der Kontaktsperre auszunehmen sind. GBA Kurt Rebmann legt dagegen Beschwerde ein (vgl. Entscheidung des BGH am 23. September 1977). Ein Teil der Landesjustizverwaltungen und Justizvollzugsanstalten kommen der Anordnung nicht nach. |
| 8. September 1977                      | bundesweit                                                   | Die deutsche Presse unterwirft sich freiwillig und fast vollständig einer vom Großen Krisenstab verhängten Nachrichtensperre. |
| 10. September 1977                     | Karlsruhe                                                    | Einige Anwälte beantragen für betroffene Mandanten und sich selbst beim BVerfG einstweilige Anordnungen gegen die Kontaktsperre wegen Verfassungswidrigkeit (vgl. Entscheidung des BVerfG am 4. Oktober 1977). |
| 12. September 1977                     | Bonn                                                         | Der „Kleine Krisenstab“ (Kleine Lage) beschließt die Einführung eines Kontaktsperregesetzes. |
| 23. September 1977                     | Karlsruhe                                                    | Der 3. (politische) Senat des BGH gibt der Beschwerde von GBA Kurt Rebmann gegen die einstweilige Anordnung des Haftrichters am BGH vom 6. September 1977 statt und weist damit die Beschwerde von sieben von der Kontaktsperre betroffenen Gefangenen zurück. |
| 22. September 1977                     | Utrecht                                                      | Knut Folkerts erschießt bei seiner Festnahme den niederländischen Polizisten Arie Kranenburg. |
| 28. September 1977                     | Bonn                                                         | Der Gesetzentwurf für das Kontaktsperregesetz (§ 31 bis § 38 des Gesetzes zur Änderung des Einführungsgesetzes zum Gerichtsverfassungsgesetz EGGVZ vom 30. September 1977) wird im Bundestag eingebracht. Nach der ersten Lesung und der Weiterleitung an den Rechtsausschuss wird der Entwurf dort und im Rechtsausschuss des Bundesrates am selben Tag beraten. |
| 29. September 1977                     | Bonn                                                         | Zweite und dritte Lesung des Kontaktsperregesetzes im Deutschen Bundestag. Das Gesetz wird verabschiedet. |
| 30. September 1977                     | Bonn                                                         | Der Bundesrat stimmt dem Kontaktsperregesetz zu. |
| 30. September 1977                     | Paris                                                        | Festnahme von Rechtsanwalt Klaus Croissant. |
| 30. September 1977                     | Stuttgart                                                    | Verhaftung von Rechtsanwalt Arndt Müller. |
| 1. Oktober 1977                        | Bonn                                                         | Das Kontaktsperregesetz wird von Bundespräsident Walter Scheel gegengezeichnet und im Bundesgesetzblatt verkündet. |
| 2. Oktober 1977                        | Bonn                                                         | Um Mitternacht tritt das Kontaktsperregesetz in Kraft. Zwei Minuten später stellt Bundesjustizminister Hans-Jochen Vogel Kontaktsperre für 72 Gefangene fest. |
| 2. Oktober 1977                        | Deutsch-dänische Grenze                                      | Festnahme von Volker Speitel in einem aus Dänemark kommenden Zug. |
| 2. Oktober 1977 bis 7. Oktober 1977    | Stuttgart                                                    | Durchsuchung und Versiegelung der Anwaltskanzlei von Klaus Croissant, Arndt Müller und Armin Newerla. |
| 4. Oktober 1977                        | Bonn, Karlsruhe                                              | Der Bundesminister der Justiz Hans-Jochen Vogel stellt gemäß dem Kontaktsperregesetz (§ 35 EGGVG) beim Bundesgerichtshof den Antrag, seine Feststellung vom 2. Oktober 1977 zu bestätigen (vgl. Entscheidung des BGH am 13. Oktober 1977). |
| 4. Oktober 1977                        | Stuttgart                                                    | Erneute Durchsuchung der bereits versiegelten Anwaltskanzlei von Klaus Croissant, Arndt Müller und Armin Newerla. |
| 13. Oktober 1977                       | Karlsruhe                                                    | Der 3. Strafsenat des Bundesgerichtshofes bestätigt im Wesentlichen die am 2. Oktober 1977 vom Bundesminister der Justiz angeordnete Kontaktsperre. Bei 4 der 72 betroffenen Häftlinge, darunter Werner Schlegel und Peter Paul Zahl, wurde nach diesem Beschluss die Kontaktsperre rechtswidrig angewandt. |
| 13. Oktober 1977 bis 18. Oktober 1977  | Mallorca, Rom, Larnaka, Bahrain, Dubai, Aden, Mogadischu     | Landshut-Flugzeugentführung („Kommando Martyr Halimeh“). |
| 18. Oktober 1977                       | Justizvollzugsanstalt Stuttgart                              | Todesnacht von Stammheim, Andreas Baader, Gudrun Ensslin und Jan-Carl Raspe begehen Selbstmord. Irmgard Möller überlebt. |
| 19. Oktober 1977                       | Mülhausen in Elsass, Frankreich, Rue Charles Péguy           | Die Leiche Hanns Martin Schleyers wird nach Hinweis der RAF aufgefunden. Die Täter sind bis heute nicht ermittelt. |
| 20. Oktober 1977                       | Bonn                                                         | Der Bundesminister der Justiz nimmt die gemäß § 31 EGGVG getroffene Feststellung der Kontaktsperre zurück. |
| 27. Oktober 1977                       | Stuttgart, Dornhaldenfriedhof                                | Die Toten der Todesnacht von Stammheim, Andreas Baader, Gudrun Ensslin und Jan-Carl Raspe werden unter großer öffentlicher Präsenz beigesetzt. |
| 2., 4. und 7. November 1977            | Karlsruhe                                                    | Die Häftlinge Siegfried Haag, Klaus Jünschke und Sabine Schmitz erheben zusammen mit ihren Anwälten beim Bundesverfassungsgericht (BVerfG) Verfassungsbeschwerde gegen das Kontaktsperregesetz. |
| 12. November 1977                      | Justizvollzugsanstalt München, Stadelheimer Straße           | Ingrid Schubert erhängt sich in ihrer Zelle mit einem Bettlaken am Fensterkreuz. |
| 11. Mai 1978                           | Paris                                                        | Verhaftung von Stefan Wisniewski. |
| 11. Mai 1978                           | Jugoslawien                                                  | Brigitte Mohnhaupt, Peter-Jürgen Boock, Sieglinde Hofmann und Rolf Clemens Wagner werden verhaftet, dürfen jedoch im November in ein Land ihrer Wahl ausreisen. |
| 25. Juli 1978                          | Justizvollzugsanstalt Celle                                  | Das Celler Loch wird vom Verfassungsschutz Niedersachsen in die Justizvollzugsanstalt gesprengt. Mit dem fingierten Befreiungsversuch von Sigurd Debus wird versucht V-Personen in die RAF einzuschleusen. |
| 1. August 1978                         | Karlsruhe                                                    | Die Verfassungsbeschwerde von Siegfried Haag, Klaus Jünschke und Sabine Schmitz gegen das Kontaktsperregesetz am 2., 4. und 7. November 1977 wird vom Zweiten Senat des Bundesverfassungsgerichts zurückgewiesen. Das Gesetz sei mit dem Grundgesetz vereinbar. Das Gericht prüft dabei nicht die Rechtmäßigkeit der Kontaktsperre vor Einführung des Gesetzes am 2. Oktober 1977. |
| 6. September 1978                      | Düsseldorf, Oststraße 156                                    | Willy Peter Stoll wird bei einem Festnahmeversuch von der Polizei erschossen, nachdem er zur Waffe gegriffen hatte. |
| 24. September 1978                     | Dortmund-Löttringhausen                                      | Verhaftung von Michael Knoll und Angelika Speitel bei einem Übungsschießen. Der Polizist Hans-Wilhelm Hansen wird dabei getötet. Werner Lotze kann entkommen. Knoll stirbt zwei Wochen später an seinen Verletzungen. |
| 1. November 1978                       | Kerkrade                                                     | Die RAF-Mitglieder Rolf Heißler und Adelheid Schulz erschießen bei einem illegalen Grenzübertritt die niederländischen Zollbeamten Dionysius de Jong und Johannes Goemans. |
| 19. März 1979                          | Darmstadt                                                    | Banküberfall, Beute 49.000 DM. |
| 17. April 1979                         | Nürnberg                                                     | Banküberfall auf die Filiale der Schmidtbank an der St.-Lorenz-Kirche, Beute 200.000 DM. |
| 4. Mai 1979                            | Nürnberg                                                     | Elisabeth von Dyck wird beim Versuch ihrer Festnahme von der Polizei erschossen |
| 9. Juni 1979                           | Frankfurt                                                    | Festnahme von Rolf Heißler |
| 25. Juni 1979                          | Casteau (Belgien) bei Obourg                                 | Anschlagsversuch des RAF-„Kommando Andreas Baader“ mit einer Bombe auf den NATO-Oberbefehlshaber in Europa, US-General Alexander Haig, zwei Verletzte. |
| 19. November 1979                      | Zürich, Einkaufspassage Shopville                            | Banküberfall, Beute 473.000 SFr. Bei einem Schusswechsel mit der Polizei wird die unbeteiligte Passantin Edith Kletzhändler getötet. Zwei Polizisten und eine weitere Passantin werden verletzt. |
| März 1980                              | West-Berlin                                                  | Ein Teil der Mitglieder der „Bewegung 2. Juni“ schließt sich der RAF an. |
| 5. Mai 1980                            | Paris                                                        | Festnahme von Sieglinde Hofmann und vier weiteren Frauen der „Bewegung 2. Juni“ |
| 25. Juli 1980                          | Bietigheim-Bissingen, K1684 vor Unterriexingen               | Wolfgang Beer und Juliane Plambeck sterben bei einem Verkehrsunfall. |
| 18. August 1980                        | Briesen (DDR), Forsthaus „Objekt 74“                         | Die Aufnahme von RAF-Aussteigern in der DDR beginnt. Ralf Friedrich und Sigrid Sternebeck tauchen in der DDR unter und werden unter falschem Namen eingebürgert. Einige Wochen später folgen Susanne Albrecht, Monika Helbing, Silke Maier-Witt und Werner Lotze, zwei Jahre später Inge Viett und Henning Beer. Im „Objekt 74“ der Stasi, dem Forsthaus Briesen, werden sie auf das Leben in der DDR vorbereitet. |
| 2. Februar bis 18. April 1981          | bundesweit                                                   | Achter kollektiver Hungerstreik der RAF-Gefangenen. Forderung: Zusammenlegung. |
| 16. April 1981                         | Hamburg                                                      | Sigurd Debus stirbt an den Folgen des Hungerstreikes. |
| 31. August 1981                        | Ramstein                                                     | Bombenanschlag des RAF-„Kommando Sigurd Debus“ auf das Hauptquartier der US-Luftstreitkräfte in Europa, 14 Verletzte. |
| 15. September 1981                     | Heidelberg                                                   | Anschlag des RAF-„Kommando Gudrun Ensslin“ auf den Oberbefehlshaber der US-Landstreitkräfte in Europa, General Frederick James Kroesen, vier Verletzte. |
| Juni 1982                              |                                                              | Das RAF-Grundsatzpapier, „Mai-Papier“ Guerilla, Widerstand und antiimperialistische Front wird entdeckt. |
| 15. September 1982                     | Bochum                                                       | Banküberfall auf eine Filiale der Bochumer Sparkasse. |
| 26. Oktober 1982                       | Heusenstamm                                                  | Depot I, Zentraldepot der RAF wird zufällig durch zwei Pilzsammler entdeckt. |
| 11. November 1982                      | Heusenstamm                                                  | Verhaftung von Brigitte Mohnhaupt und Adelheid Schulz als die das Depot I aufsuchen. |
| 16. November 1982                      | Aumühle, Ortsteil Friedrichsruh im Sachsenwald               | Christian Klar wird in der Nähe Hamburgs am Depot Daphne verhaftet. Die Polizei hatte es aus allen zur Veröffentlichung gegebenen Informationen über Depots der RAF entfernt und mit einem Bewegungsmelder unauffällig bewacht. |
| 1. März 1983                           | Darmstadt                                                    | Verhaftung von Gisela Dutzi. |
| 15. März 1984                          | Würzburg                                                     | Banküberfall, Beute 171.000 DM. |
| 2. Juli 1984                           | Frankfurt am Main                                            | Helmut Pohl, Christa Eckes, Stefan Frey, Ingrid Jakobsmeier, Barbara Ernst und Ernst-Volker Staub verhaftet. |
| 5. November 1984                       | Ludwigshafen am Rhein                                        | Überfall auf Waffengeschäft in Maxdorf bei Ludwigshafen am Rhein. Beute: 22 Handfeuerwaffen, zwei Gewehre und 2.800 Schuss Munition. |
| 4. Dezember 1984 bis 5. Februar 1985   | bundesweit                                                   | Neunter kollektiver Hungerstreik der RAF-Gefangenen. Forderung Zusammenlegung. |
| 18. Dezember 1984                      | Oberammergau                                                 | Bombenanschlag des RAF-„Kommando Jan Raspe“ auf die NATO-Schule scheitert, wegen technischen Defekts. |
| 15. Januar 1985                        |                                                              | Gemeinsames Kommunique von RAF und Action Directe (Für die Einheit der Revolutionäre in Westeuropa). |
| 25. Januar 1985                        | Paris                                                        | Erschießung des Französischen Generals Rene Audran durch die Action Directe, „Kommando Elizabeth von Dyck“. |
| 1. Februar 1985                        | Gauting, Wessobrunner Straße 3                               | MTU-Chef Ernst Zimmermann wird vom RAF-„Kommando Patsy O’Hara“ erschossen. |
| 3. Juni 1985                           | Kirchentellinsfurt                                           | Überfall auf einen Geldboten, Beute 157.700 DM. Dem Boten wird in den Hals geschossen. Die Täter flüchten mit einem roten Audi, dessen Fahrzeugpapiere später in einer konspirativen Wohnung der RAF sichergestellt werden. |
| 13. Juni 1985                          | Möglingen (BRD), Erfurt (DDR)                                | Ein erster Hinweis, dass sich RAF-Aussteiger in der DDR aufhalten, wird der Polizei gemeldet. Ein DDR-Übersiedler meldet den Wohnort Erfurt von Silke Maier-Witt, die, als dies das MfS erfährt, innerhalb der DDR umgesiedelt wird und abermals eine andere Identität erhält. |
| 8. August 1985                         | Wiesbaden                                                    | US-Soldat Edward Pimental wird erschossen, um an seinen Ausweis zu kommen. |
| 8. August 1985                         | Frankfurt am Main                                            | Sprengstoffanschlag auf die Rhein-Main Air Base. Frank Scarton, US-Soldat und Becky Bristol, Zivilangestellte werden getötet, elf Verletzte. („Kommando George Jackson“) |
| 9. Juli 1986                           | Straßlach                                                    | Ermordung des Siemens-Managers Karl Heinz Beckurts und seines Fahrers Eckhard Groppler durch Bombenattentat. („Kommando Mara Cagol“) |
| 25. Juli 1986                          | Immenstaad am Bodensee                                       | Sprengstoffanschlag auf das Dornier-Werk |
| 2. August 1986                         | Rüsselsheim                                                  | Verhaftung von Eva Haule-Frimpong, Luitgard Hornstein und Christian Kluth. |
| 10. Oktober 1986                       | Bonn-Ippendorf                                               | Gerold von Braunmühl, Ministerialdirektor im Auswärtigen Amt, wird vom „Kommando Ingrid Schubert“ erschossen. |
| 20. September 1988                     | Bonn                                                         | Ein Mordanschlag auf Hans Tietmeyer, Staatssekretär im Bundesministerium der Finanzen, im Kontext der Proteste gegen die Jahrestagung von IWF und Weltbank 1988 in West-Berlin des RAF-„Kommando Khaled Aker“ scheitert. |
| 1. Februar bis 12. Mai 1989            | bundesweit                                                   | Zehnter kollektiver Hungerstreik der RAF-Gefangenen. |
| 9. Juni 1989 bis 31. Dezember 1999     | Bonn                                                         | Einführung der zeitlich befristeten Kronzeugenregelung (KronzG) im Strafgesetzbuch. |
| 30. November 1989                      | Bad Homburg vor der Höhe                                     | Ermordung Alfred Herrhausens durch ein Bombenattentat, sein Fahrer wird verletzt. Ein „Kommando Wolfgang Beer“ bekennt sich zur Tat. |
| 6. Juni 1990                           | DDR, Berlin-Marzahn, Rosenbecker Straße 3                    | RAF-Aussteigerin Susanne Albrecht wird als erste verhaftet, innerhalb der nächsten zwei Wochen alle anderen RAF-Mitglieder, die in der DDR untergetaucht waren. |
| 27. Juli 1990                          | Bonn                                                         | Anschlag auf Hans Neusel, Staatssekretär im Bundesministerium des Innern, er wird leicht verletzt. („Kommando Jose Manuel Sevillano“) |
| 13. Februar 1991                       | Bonn-Bad Godesberg, Schloss Deichmannsaue, US-Botschaft      | Beschuss der US-Botschaft mit 250 Gewehrschüssen von der anderen Rheinseite durch das RAF-„Kommando Vincenzo Spano“, keine Verletzten. Am 24. Februar durch die RAF in „Kommando Ciro Rizatto“ korrigiert. |
| 1. April 1991                          | Düsseldorf-Niederkassel                                      | Erschießung des Chefs der Treuhandanstalt Detlev Karsten Rohwedder in seinem Haus durch das RAF-„Kommando Ulrich Wessel“. |
| 10. April 1992                         |                                                              | Die RAF erklärt, dass sie die „Eskalation zurücknimmt“, „Angriffe auf Repräsentanten aus Wirtschaft und Staat“ vorerst nicht mehr erfolgen, da sie eine politische Diskussion führen wolle. |
| 16. Mai 1992                           | Justizvollzugsanstalt Bruchsal                               | Günter Sonnenberg, der seit seiner Verletzung bei der Festnahme an epileptischen Anfällen leidet, wird auf Bewährung aus der Haft entlassen. |
| 15. Juli 1992                          | Bonn                                                         | Die seit den 1970er Jahren praktizierte Rasterfahndung wird im § 98a StPO gesetzlich verankert. |
| 27. März 1993                          | Justizvollzugsanstalt Weiterstadt                            | Sprengstoffanschlag gegen die JVA Weiterstadt, durch das „Kommando Katharina Hammerschmidt“ verursacht keine Verletzten. An der im Bau befindlichen Haftanstalt entsteht ein Sachschaden von über 80 Millionen DM. |
| 27. Juni 1993                          | Bad Kleinen, Bahnhof                                         | Bei dem GSG-9-Einsatz in Bad Kleinen wird der Polizist Michael Newrzella erschossen, Wolfgang Grams begeht Suizid. Birgit Hogefeld wird verhaftet. |
| 20. April 1998                         | Köln                                                         | Bei der Nachrichtenagentur Reuters geht ein achtseitiges, als authentisch eingestuftes Schreiben ein, in dem die RAF ihre Selbstauflösung verkündet. |
| 1. März 1999                           | Euskirchen                                                   | Stefan Wisniewski wird auf Bewährung entlassen. |
| 15. September 1999                     | Wien                                                         | Horst Ludwig Meyer wird von der österreichischen Polizei erschossen. Andrea Klump wird verhaftet. |
| 31. Dezember 1999                      | Berlin                                                       | Die zeitlich befristete Kronzeugenregelung (KronzG) läuft nach mehreren Verlängerungen aus. |
| 25. März 2007                          | Justizvollzugsanstalt Aichach                                | Brigitte Mohnhaupt wird auf Bewährung entlassen. |
| 17. August 2007                        |                                                              | Eva Haule wird entlassen. |
| 19. Dezember 2008                      | Justizvollzugsanstalt Bruchsal                               | Christian Klar wird nach 26 Jahren nach Ablauf seiner Mindesthaftzeit aus der Justizvollzugsanstalt Bruchsal entlassen. |
| 20. Juni 2011                          | Frankfurt am Main                                            | Birgit Hogefeld wird nach 18 Jahren Haft aus dem Gefängnis entlassen. |
| 6. Juli 2012                           | Stuttgart                                                    | Verena Becker wird wegen Beihilfe zum Mord an Siegfried Buback zu 4 Jahren Haft verurteilt. |
| 12. Februar 2014                       | Stuttgart                                                    | Die Haftstrafe von Verena Becker wird unter Anrechnung von 4 Monaten Untersuchungshaft und einer früheren Freiheitsstrafe für ein Jahr und zwei Monate zur Bewährung ausgesetzt. |
| November 2014                          | Karlsruhe                                                    | Die Bundesanwaltschaft nimmt erneute Ermittlungen zum Mord an Siegfried Buback auf. |
| 26. Februar 2024                       | Berlin                                                       | Daniela Klette wird in Berlin-Kreuzberg verhaftet |